# Рихтгофен, Болько фон
Болько фон Рихтгофен (Болько фон Рихтхофен, полное имя Болько Карл Эрнст Готтхард фон Рихтхофен; нем. Bolko von Richthofen; 13 сентября 1899, деревня Мертшютц, ныне Вондроже Вельке Яворского повята, Нижнесилезское воеводство — 18 марта 1983, Зеехаузен-ам-Штаффельзее, Бавария) — немецкий историк, специалист по древнейшей истории; барон.

## Биография
Болько фон Рихтхофен был сыном помещика и депутата парламента Эрнста Фрайхерра фон Рихтхофена (1858–1933), которого в своих мемуарах отразил писатель Ганс фон Швайничен.
Болько Рихтгофен закончил гимназию в Лигнице в 1917 году. Принимал участие в Первой мировой войне с 1917 по 1918 год. С 18 декабря 1918 года по 20 июня 1919 года он был призван и служил в рейхсвере. Участвовал в боях в Берлине и Мюнхене в 1919 году. С 1 апреля по 7 июля 1921 года он служил добровольцем в Самообороне Верхней Силезии (SSOS), которая организовала штурм Аннаберга, за что Рихтгофен был удостоен воинской награды.
После окончания гражданской войны в Германии изучал древнюю историю, классическую археологию и географию в университете Бреслау и получил докторскую степень в 1924 году, защитив диссертацию по бронзовому веку в Силезии. После окончания университета работал научным сотрудником в Силезском музее декоративного искусства и древностей. 
С 1925 года его назначили заведующим отделом и куратором Муниципального музея в Бойтене. С 1925 по 1929 год он управлял делами культурно-исторических памятников Верхней Силезии в Бойтене и Ратиборе и возглавлял Службу по охране памятников Верхней Силезии.
С 1929 по 1933 год он был заведующим отделом и куратором в Музее этнологии в Гамбурге. За это время он защитил в Гамбургском университете диссертацию по древней и ранней истории.
С 1933 года профессор древней истории (Vorgeschichte) и ранней истории в Кёнигсбергском университете; с 1943 года — в Лейпцигском университете.
Издал в Тильзите сборник „Bolschewistische Wissenschaft und „Kulturpolitik“. Ein Sammelwerk herausgegeben von Bolko Freiherr von Richthofen“ („Schriften der Albertus-Universität. Geisteswissenschaftliche Reihe“, Band 14, Königsberg und Berlin: Ost-Europa-Verlag, 1938), включавшем статьи ученых различных национальностей и специальностей из Берлина, Бонна, Варшавы, Грейфсвальда, Кёнигсберга, Праги, Риги; в частности, Василия Арсеньева о состоянии краеведения, Н. С. Арсеньева о судьбе учёных в Советском Союзе, Н. О. Лосского о философии и психологии в СССР, М. В. Шахматова о положении истории русского права в Советской России.
Был консультантом докторской диссертации одного из идеологов национал-социализма Германа Грайфе.
После войны Рихтгофен выступил на стороне защиты на Нюрнбергском процессе по делу Вильгельмштрассе, в ходе которого рассматривалась ответственность государственных чиновников Третьего рейха. Он не вернулся в Лейпциг после основания ГДР и получил контракты на исследования на Западе от Немецкого исследовательского фонда, Федерального министерства по делам перемещенных лиц, беженцев и жертв войны и Министерства иностранных дел.
С 1945 по 1972 год он был членом ХСС. В 1962 году Рихтгофен вместе с Герхардом Фраем и Эрвином Арльтом организовал право-экстремистскую акцию «Одер-Нейсе». 
С 1966 года Рихтгофен входил в попечительский совет Фонда Гроция для распространения международного права. 
В 1969 году он стал президентом Общества древней и ранней истории (Бонн). Он также участвовал в работе ассоциаций перемещенных лиц и издавал антипольскую реваншистскую литературу. В 1970 году он основал правую экстремистскую Ассоциацию граждан Германии вместе с Гербертом Беме и Фрицем Мюнхом. Федеральное ведомство Германии по защите Конституции считает работу Рихтхофена, выпущенную правым экстремистским издательством Arndt, «ревизионистской работой(...), в которой отрицается главная вина гитлеровского режима в начале Второй мировой войны».
В марте 1983 года Рихтхофен не вернулся в свой дом престарелых после прогулки. Он, очевидно, упал в ров и утонул; его тело обнаружили только в октябре. Его могила находится на кладбище Партенкирхен.

## Награды
В 1963 году Рихтхофен получил Крест "За заслуги перед Федеративной Республикой Германия" 1-го класса. 